# رامي عادل
رامي عادل (18 أغسطس 1979 القاهرة مصر - ) هو لاعب كرة قدم مصري معتزل، كان يلعب كمدافع. بدأ ممارسة وهو في عمر الـ8 سنوات ناشئًا في صفوف نادي المقاولون العرب، وبعدها لعب لعدة أندية مصرية منها النادي الأهلي. ولعب 6 مباريات دولية مع منتخب مصر بين عامي 2004 وحتى 2006.
ثم اعتزل كرة القدم في مايو 2018 وهو بعمر الـ38 سنة.